# Liste der portugiesischen Botschafter in Botswana
Die Liste der portugiesischen Botschafter in Botswana listet die Botschafter der Republik Portugal in Botswana auf. Die Länder unterhalten seit 1980 direkte diplomatische Beziehungen.
Der erste Botschafter Portugals akkreditierte sich 1982 in der botswanischen Hauptstadt Gaborone. Eine eigene Botschaft eröffnete Portugal danach nicht, der portugiesische Vertreter in Südafrika (bis 1998 der portugiesische Vertreter in Simbabwe) wird dazu in Botswana zweitakkreditiert (Stand 2019).

## Missionschefs
| Name                                     | Bild     | Amtszeit  | Anmerkungen                                                                 |
| Botswana                                 | Botswana | Botswana  | Botswana                                                                    |
| ---------------------------------------- | -------- | --------- | --------------------------------------------------------------------------- |
| Luís Augusto Martins                     |          | seit 1982 | Botschafter mit Amtssitz Harare, am 25. März 1982 in Gaborone akkreditiert  |
| José Ernst Henzler Vieira Branco         |          | seit 1994 | Botschafter mit Amtssitz Harare, am 20. Juni 1995 in Gaborone akkreditiert  |
| Manuel Tomás Fernandes Pereira           |          | seit 1999 | Botschafter mit Amtssitz Pretoria, am 25. Mai 1999 in Gaborone akkreditiert |
| Paulo Couto Barbosa                      |          | seit 2003 | Botschafter mit Amtssitz Pretoria                                           |
| João Nugent Ramos Pinto                  |          | seit 2009 | Botschafter mit Amtssitz Pretoria                                           |
| António Ricoca Freire                    |          | seit 2012 | Botschafter mit Amtssitz Pretoria                                           |
| Manuel Maria Camacho Cansado de Carvalho |          | seit 2017 | Botschafter mit Amtssitz Pretoria                                           |